# Movimiento República de Baja California
Movimiento Repubblica de Baja California (République de la Basse-Californie) est un mouvement séparatiste qui défend l'indépendance de la Basse-Californie, formée par les États de la Basse-Californie et de la Basse-Californie Sud. C'est le premier mouvement sécessionniste au Mexique après un siècle sans rébellion. Le mouvement s'est renforcé avec le temps,.